# 新疆驼蹄瓣
新疆驼蹄瓣（学名：Zygophyllum sinkiangense）为蒺藜科驼蹄瓣属的植物，为中国的特有植物。分布于中国大陆的新疆等地，多生长于低山山坡和沟边，目前尚未由人工引种栽培。

## 别名
新疆霸王（植物分类学报）